# João de Carvalho e Vasconcellos
João de Carvalho e Vasconcellos (1897 - 1972) fue un botánico portugués, profesor del Instituto Superior de Agronomía de Lisboa.

## Honores

### Eponimia
- Jardín Botánico de la Universidad Técnica de Lisboa[2]
- La abreviatura «Vasc.» se emplea para indicar a João de Carvalho e Vasconcellos como autoridad en la descripción y clasificación científica de los vegetales.[3]